# St. Kilian (Holzhausen)

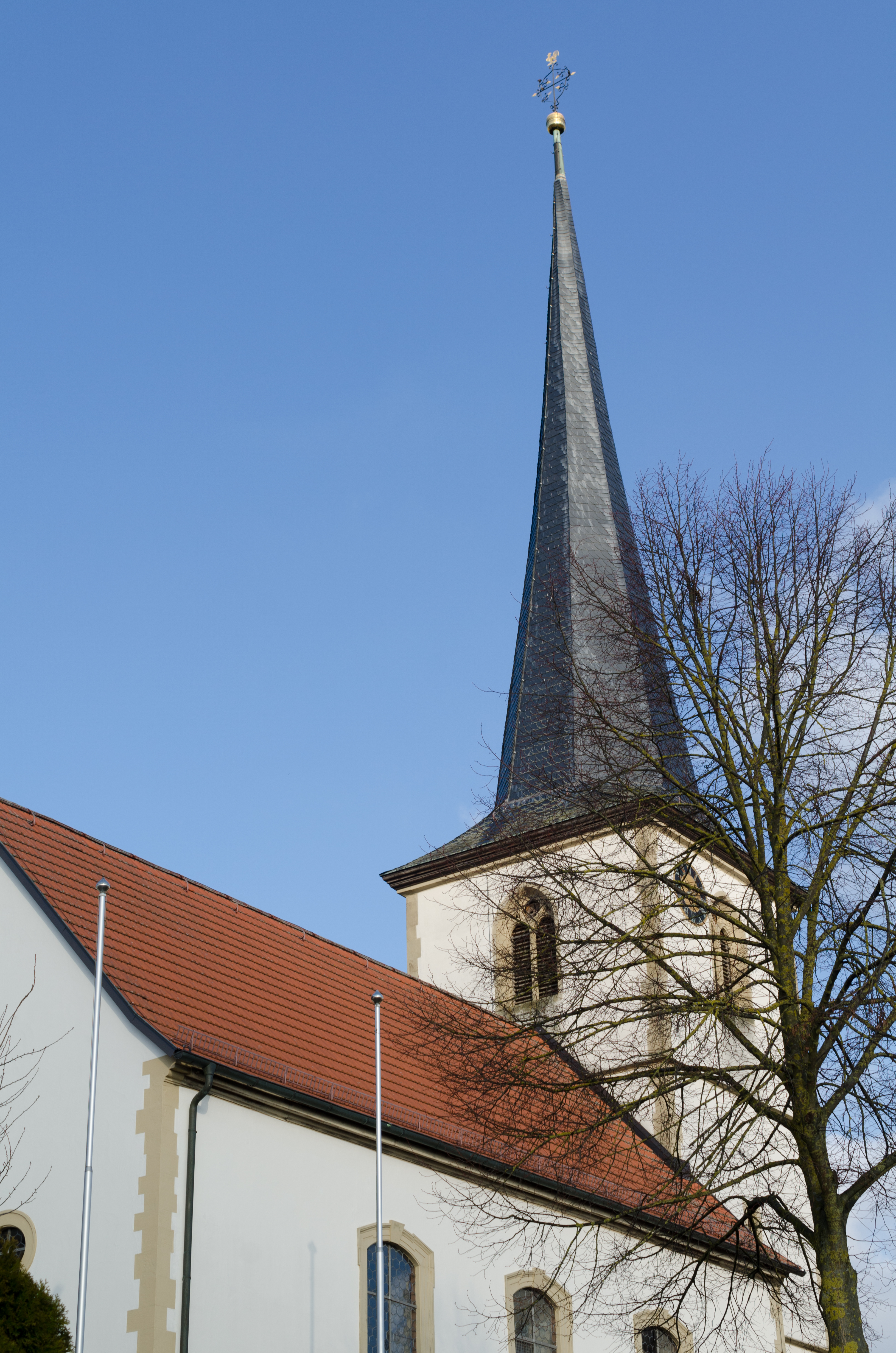
St. Kilian in Holzhausen

Die römisch-katholische Kuratiekirche St. Kilian befindet sich in Holzhausen, einem Gemeindeteil der unterfränkischen Gemeinde Dittelbrunn im Landkreis Schweinfurt. Sie gehört zu den Baudenkmälern von Dittelbrunn und ist unter der Nummer D-6-78-123-22 in der Bayerischen Denkmalliste registriert. Holzhausen ist mit Dittelbrunn, Hambach und Pfändhausen zur Pfarreiengemeinschaft Marienbachtal zusammengeschlossen.

## Geschichte
Holzhausen war in früherer Zeit eine Filiale von Pfersdorf. Der Chorturm der Kirche wurde 1608 unter Fürstbischof Julius Echter von Mespelbrunn erbaut. Das barocke Langhaus wurde 1736 errichtet.  In den 1970er Jahren wurde die Kirche renoviert.

## Beschreibung und Ausstattung
Die Kirche besteht aus dem Langhaus mit drei Fensterachsen und dem östlichen Kirchturm, einem Julius-Echter-Turm.  Der Hochaltar ist klassizistisch aus der Zeit um 1780, ebenso die Kanzel. Die Seitenaltäre sind frühbarocke Werke um 1660 mit Holzfiguren der Heiligen Kilian und Rochus um 1510. An der Decke des Langhauses ein Gemälde, das den hl. Kilian über einer Darstellung des Dorfes Holzhausen zeigt. In den Ecken Medaillons der vier Evangelisten.